# Juditha azan
Juditha azan is een vlindersoort uit de familie van de prachtvlinders (Riodinidae), onderfamilie Riodininae.
Juditha azan werd in 1851 beschreven door Westwood.